# YJ-83
Die YJ-83 ist ein Seezielflugkörper aus der Volksrepublik China der 1998 in Dienst gestellt wurde. Seit Anfang der 2000er-Jahre stellt die YJ-83 die Hauptoffensivwaffe der Marine der Volksrepublik China dar. Exportiert wird die Waffe unter der Bezeichnung C-802A und der NATO-Codename lautet CSS-N-8 Saccade.

## Technik
Bei der YJ-83 handelt es sich im Wesentlichen eine um verbesserte Variante des YJ-2-Flugkörpers. Die YJ-83 kann sowohl auf kleinen Flugkörperschnellbooten als auch auf größeren Fregatten und Zerstörern installiert werden. Als weitere Startplattformen dienen der Hubschrauber CHAIC Z-8, die Kampfflugzeuge Chengdu FC-1, Shenyang J-15, Xian JH-7 sowie der Bomber Xian H-6. Weiter existiert eine landbasierte Ausführung zur Küstenverteidigung, die auf einem Lastkraftwagen installiert ist.
Die schiffsbasierte Ausführung der YJ-83 sind in wasserdichten, eckigen Doppel-Startkanistern aus Aluminium auf dem Schiffsdeck installiert. Die Startkanister haben eine fixe Elevation von 10–15°. Das Hochfahren des Systems und die Startvorbereitungen dauern rund 9 Minuten. Ist das System hochgefahren, kann innerhalb von 30 Sekunden ein Lenkwaffenstart erfolgen. Vor dem Start können im Lenkwaffen-Navigationssystem bis zu vier Navigations-Wegpunkte programmiert werden, so dass die Lenkwaffe eine vorbestimmte Flugstrecke fliegen kann. Der Start erfolgt mit Hilfe des Feststoffboosters am Lenkwaffenheck. Nach dem Verlassen des Stahlbehälters entfalten sich die Faltflügel. Mit Hilfe des Boosters steigt die Lenkwaffe auf eine Höhe von rund 50 m. Nachdem der Booster ausgebrannt ist, wird er abgeworfen und das Turbojet-Marschtriebwerk zündet. Jetzt sinkt die Lenkwaffe auf eine Marschflughöhe von 20 m. Ein Radar-Höhenmesser sorgt für den nötigen Sicherheitsabstand zwischen der Lenkwaffe und der Meeresoberfläche. Die Navigation während des Marschfluges erfolgt mittels einer Trägheitsnavigationsplattform. Aktualisierte Zieldaten können mit einem Datenlink von der Startplattform zur Lenkwaffe gesendet werden. Im Zielgebiet angekommen aktiviert die Lenkwaffe den aktiven Radarsuchkopf. Der Suchkopf schaltet automatisch auf den vorgängig ermittelten Radarkontakt oder auf das größte Radarziel auf. Wurde das Ziel erfasst, sinkt die Lenkwaffe auf eine Flughöhe von 5–7 m (je nach Seegang). Im optimalen Fall durchschlägt die Lenkwaffe die Bordwand des Schiffes und der 190 kg schwere Sprengkopf detoniert mit einer kurzen Verzögerung im Schiffsinneren. Falls das Ziel nur wenig aus dem Wasser ragt, ist es möglich, dass die Lenkwaffe über dieses fliegt. In diesem Fall wird der Sprengkopf durch einen Annäherungszünder zur Detonation gebracht. Im optimalen Fall erfolgt diese, während sich die Lenkwaffe über den Aufbauten des Zieles befindet. Das Ziel erfährt bei der Detonation eine Gasschlagwirkung und wird mit Splittern eingedeckt.

## Versionen
- YJ-83 (C-802A): Version mit Booster für den Einsatz ab Schiffen und Fahrzeugen. Reichweite 180 km.[2]
- YJ-83K (C-802AK): Version ohne Booster für den Einsatz ab Hubschraubern und Flugzeugen. Reichweite 250 km.[2][4]

## Verbreitung
- Algerien
- Volksrepublik China
- Indonesien
- Jemen
- Myanmar